# 대한수박도회
대한수박도회(大韓手搏道會)는 황기가 설립한 수박도 관련 단체이다.